# Abrocoma bennettii
Abrocoma bennettii är en däggdjursart som beskrevs av Waterhouse 1837. Abrocoma bennettii ingår i släktet Abrocoma och familjen chinchillaråttor.
Inga underarter finns listade i Catalogue of Life. Wilson & Reeder (2005) skiljer mellan två underarter.
- Abrocoma bennettii bennettii
- Abrocoma bennettii murrayi

De första exemplar som undersöktes vetenskaplig fångades under en resa led av Charles Darwin. Artepitet i det vetenskapliga namnet hedrar naturforskaren Edward Turner Bennett.

## Utseende
Abrocoma bennettii når en kroppslängd (huvud och bål) av 19,5 till 25 cm och en svanslängd av 13 till 18 cm. Ovansidan är täckt av mjuk silvergrå päls och på undersidan förekommer vitaktig päls. Typiskt är en gulaktig fläck på bukens centrum. Liksom andra chinchillaråttor så liknar arten med de runda öronen och den ganska långa nosen mer en råtta än en chinchilla. Kännetecknande är dessutom korta extremiteter, fyra fingrar vid framtassarna, fem tår vid bakfötterna och små klor vid alla fingrar och tår. För att borsta pälsen och troligen för tunnelbygget har Abrocoma bennettii styva hår ovanför bakfötternas centrala tår.

## Utbredning
Arten finns enbart i Chile. Den förekommer där i landets centrala delar och når i bergstrakter 2 000 meter över havet. Habitatet utgörs av klippiga buskskogar.

## Ekologi
Flera exemplar bildar en koloni som skapar komplexa underjordiska tunnelsystem. Ibland accepteras andra gnagare som degu (Octodon degus) i gångarna. Antagligen använder arten sin rödbruna och starkt luktande urin för kommunikationen mellan artfränder. Abrocoma bennettii är nattaktiv och den har bra förmåga att klättra i träd och annan växtlighet. Födan utgörs av blad, frukter och andra växtdelar.
Enligt enstaka fynd är honor under juni eller juli dräktiga och nyfödda ungar registrerades i augusti. I fångenskap kan denna gnagare leva lite längre än två år. Fiender i naturen är olika rävar, ugglor och andra rovlevande fåglar.

## Status
Etablering av gruvdrift, ökad turism och regionens omvandling till jordbruksmark kan i viss mån påverka beståndet negativt. I artens utbredningsområde inrättades flera naturskyddsområden. IUCN kategoriserar arten globalt som livskraftig.